# Georginio Wijnaldum
Georginio Gregion Emile Wijnaldum (phát âm tiếng Hà Lan: [ʒɔrˈʒiɲoː ʋɛiˈnɑldɵm]; sinh ngày 11 tháng 11 năm 1990) là một cầu thủ bóng đá chuyên nghiệp người Hà Lan hiện đang thi đấu ở vị trí tiền vệ cho  câu lạc bộ Saudi Pro League Al-Ettifaq, nơi anh là đội trưởng và đội tuyển quốc gia Hà Lan.
Wijnaldum là một cầu thủ trẻ trưởng thành từ lò đào tạo bóng đá Feyenoord và bắt đầu sự nghiệp tại câu lạc bộ PSV vào năm 2007. Wijnaldum ra sân tổng cộng 134 trận cho câu lạc bộ PSV Eindhoven trong bốn mùa giải, giành được 2 cúp vô địch KNVB Cup và Eredivisie.

## Sự nghiệp

### Feyenoord
Vào ngày 08 tháng 4 năm 2007, Wijnaldum có trận đầu tiên ra mắt chính thức câu lạc bộ Feyenoord tại giải đấu Eredivisie khi đang đối đầu với câu lạc bộ FC Groningen (0-4). Khi mới 16 tuổi 148 ngày, Wijnaldum trở thành cầu thủ trẻ nhất từng chơi cho đội Feyenoord. Ngày 2 tháng 12 năm 2007, Wijnaldum đã ghi bàn thắng đầu tiên cho Feyenoord trong trận thắng 6-0 trước câu lạc bộ Heracles Almelo.

### PSV
Ngày 29 tháng 6 năm 2011, Giám đốc kỹ thuật của câu lạc bộ Feyenoord thông báo rằng họ đã đạt được thỏa thuận bán Wijnaldum với giá 5.000.000 € cho câu lạc bộ PSV Eindhoven. Vào ngày khai mạc giải đấu Eredivisie mùa giải 2011/12, Wijnaldum đá trận đầu tiên cho PSV trong trận thua 3-1 với AZ Alkmaar. Ngày 21 Tháng 8 năm 2011, Wijnaldum ghi bàn thắng đầu tiên cho PSV Eindhoven trong trận thắng 3-0 trước câu lạc bộ ADO Den Haag.

### Newcastle United
Ngày 11 tháng 7 năm 2015, Wijnaldum gia nhập đội bóng nước Anh - Newcastle United với bản hợp đồng có thời hạn năm năm, mức phí chuyển nhượng là 14.500.000 £.

### Liverpool
Ngày 23 tháng 7 năm 2016, Wijnaldum gia nhập Liverpool với giá 25 triệu bảng. Anh là bản hợp đồng thứ sáu của đội bóng sau Joël Matip, Sadio Mané, Loris Karius, Ragnar Klavan và Alex Manninger.
Phát biểu trên trang chủ CLB, Wijnaldum hào hứng cho biết: "Tôi rất phấn khích vì Liverpool là một CLB lớn với bề dày lịch sử hào hùng. Đây là một giấc mơ có thật khi tôi được chơi bóng cho Liverpool."
Vào ngày 8-5-2019, Wijnaldum đã ghi cú cú đúp trên sân Anfield ở Champions League, góp phần giúp cho Liverpool lội ngược dòng trước Barcelona ở bán kết. Mùa giải đó, Liverpool đánh bại Tottenham 2-0 để lên ngôi vô địch

### Câu lạc bộ
Tính đến ngày 23 tháng 5 năm 2021
| Câu lạc bộ          | Mùa giải            | Giải đấu | Giải đấu | Cúp quốc gia | Cúp quốc gia | Cúp liên đoàn | Cúp liên đoàn | Châu Âu | Châu Âu | Khác | Khác | Tổng cộng | Tổng cộng |
| Câu lạc bộ          | Mùa giải            | Trận     | Bàn      | Trận         | Bàn          | Trận          | Bàn           | Trận    | Bàn     | Trận | Bàn  | Trận      | Bàn       |
| ------------------- | ------------------- | -------- | -------- | ------------ | ------------ | ------------- | ------------- | ------- | ------- | ---- | ---- | --------- | --------- |
| Feyenoord           | 2006–07             | 3        | 0        | 0            | 0            | —             | —             | 0       | 0       | —    | —    | 3         | 0         |
| Feyenoord           | 2007–08             | 10       | 1        | 2            | 0            | —             | —             | 0       | 0       | —    | —    | 12        | 1         |
| Feyenoord           | 2008–09             | 33       | 4        | 3            | 0            | —             | —             | 6       | 1       | 3    | 0    | 45        | 5         |
| Feyenoord           | 2009–10             | 31       | 4        | 7            | 1            | —             | —             | —       | —       | —    | —    | 38        | 5         |
| Feyenoord           | 2010–11             | 34       | 14       | 1            | 0            | —             | —             | 2       | 0       | —    | —    | 37        | 14        |
| Feyenoord           | Tổng cộng           | 111      | 23       | 13           | 1            | —             | —             | 8       | 1       | 3    | 0    | 134       | 25        |
| PSV                 | 2011–12             | 32       | 8        | 6            | 2            | —             | —             | 12      | 4       | —    | —    | 50        | 14        |
| PSV                 | 2012–13             | 33       | 14       | 6            | 1            | —             | —             | 5       | 4       | 1    | 1    | 45        | 20        |
| PSV                 | 2013–14             | 11       | 4        | 0            | 0            | —             | —             | 4       | 0       | —    | —    | 15        | 4         |
| PSV                 | 2014–15             | 33       | 14       | 3            | 2            | —             | —             | 6       | 2       | —    | —    | 42        | 18        |
| PSV                 | Tổng cộng           | 109      | 40       | 15           | 5            | —             | —             | 27      | 10      | 1    | 1    | 152       | 56        |
| Newcastle United    | 2015–16             | 38       | 11       | 1            | 0            | 1             | 0             | —       | —       | —    | —    | 40        | 11        |
| Newcastle United    | Tổng cộng           | 38       | 11       | 1            | 0            | 1             | 0             | —       | —       | —    | —    | 40        | 11        |
| Liverpool           | 2016–17             | 36       | 6        | 1            | 0            | 5             | 0             | —       | —       | —    | —    | 42        | 6         |
| Liverpool           | 2017-18             | 33       | 1        | 2            | 0            | 1             | 0             | 13      | 1       | —    | —    | 49        | 2         |
| Liverpool           | 2018–19             | 35       | 3        | 0            | 0            | 0             | 0             | 12      | 2       | —    | —    | 47        | 5         |
| Liverpool           | 2019–20             | 37       | 4        | 0            | 0            | 0             | 0             | 8       | 2       | 2    | 0    | 47        | 6         |
| Liverpool           | 2020–21             | 38       | 2        | 2            | 1            | 1             | 0             | 9       | 0       | 1    | 0    | 51        | 3         |
| Liverpool           | Tổng cộng           | 179      | 16       | 5            | 1            | 7             | 0             | 43      | 5       | 3    | 0    | 237       | 22        |
| Tổng cộng sự nghiệp | Tổng cộng sự nghiệp | 437      | 90       | 34           | 7            | 8             | 0             | 80      | 16      | 7    | 1    | 566       | 114       |

#### Bàn thắng quốc tế
| #   | Ngày                 | Địa điểm                                      | Đối thủ              | Bàn thắng | Kết quả | Giải đấu                      |
| --- | -------------------- | --------------------------------------------- | -------------------- | --------- | ------- | ----------------------------- |
| 1.  | 2 tháng 9 năm 2011   | Sân vận động Philips, Eindhoven, Hà Lan       | San Marino           | 11–0      | 11–0    | Vòng loại UEFA Euro 2012      |
| 2.  | 12 tháng 7 năm 2014  | Sân vận động Mané Garrincha, Brasília, Brasil | Brasil               | 3–0       | 3–0     | FIFA World Cup 2014           |
| 3.  | 12 tháng 6 năm 2015  | Sân vận động Skonto, Riga, Latvia             | Latvia               | 1–0       | 2–0     | Vòng loại UEFA Euro 2016      |
| 4.  | 10 tháng 10 năm 2015 | Astana Arena, Astana, Kazakhstan              | Kazakhstan           | 1–0       | 2–1     | Vòng loại UEFA Euro 2016      |
| 5.  | 1 tháng 6 năm 2016   | PGE Arena, Gdańsk, Ba Lan                     | Ba Lan               | 2–1       | 2–1     | Giao hữu                      |
| 6.  | 4 tháng 6 năm 2016   | Sân vận động Ernst Happel, Vienna, Áo         | Áo                   | 2–0       | 2–0     | Giao hữu                      |
| 7.  | 1 tháng 9 năm 2016   | Sân vận động Philips, Eindhoven, Hà Lan       | Hy Lạp               | 1–0       | 1–2     | Giao hữu                      |
| 8.  | 9 tháng 6 năm 2017   | De Kuip, Rotterdam, Hà Lan                    | Luxembourg           | 3–0       | 5–0     | Vòng loại FIFA World Cup 2018 |
| 9.  | 13 tháng 1 năm 2018  | Johan Cruyff Arena, Amsterdam, Hà Lan         | Đức                  | 3–0       | 5–0     | UEFA Nations League 2018–19   |
| 10. | 16 tháng 11 năm 2018 | De Kuip, Rotterdam, Hà Lan                    | Pháp                 | 1–0       | 2–0     | UEFA Nations League 2018–19   |
| 11. | 21 tháng 3 năm 2019  | De Kuip, Rotterdam, Hà Lan                    | Belarus              | 2–0       | 4–0     | Vòng loại UEFA Euro 2020      |
| 12. | 6 tháng 9 năm 2019   | Volksparkstadion, Hamburg, Đức                | Đức                  | 4–2       | 4–2     | Vòng loại UEFA Euro 2020      |
| 13. | 9 tháng 9 năm 2019   | A. Le Coq Arena, Tallinn, Estonia             | Đức                  | 4–0       | 4–0     | Vòng loại UEFA Euro 2020      |
| 14. | 13 tháng 10 năm 2019 | Sân vận động Dinamo, Minsk, Belarus           | Belarus              | 1–0       | 2–1     | Vòng loại UEFA Euro 2020      |
| 15. | 13 tháng 10 năm 2019 | Sân vận động Dinamo, Minsk, Belarus           | Belarus              | 2–0       | 2–1     | Vòng loại UEFA Euro 2020      |
| 16. | 19 tháng 11 năm 2019 | Johan Cruyff Arena, Amsterdam, Hà Lan         | Estonia              | 1–0       | 5–0     | Vòng loại UEFA Euro 2020      |
| 17. | 19 tháng 11 năm 2019 | Johan Cruyff Arena, Amsterdam, Hà Lan         | Estonia              | 3–0       | 5–0     | Vòng loại UEFA Euro 2020      |
| 18. | 19 tháng 11 năm 2019 | Johan Cruyff Arena, Amsterdam, Hà Lan         | Estonia              | 4–0       | 5–0     | Vòng loại UEFA Euro 2020      |
| 19. | 15 tháng 11 năm 2020 | Johan Cruyff Arena, Amsterdam, Hà Lan         | Bosna và Hercegovina | 1–0       | 3–1     | UEFA Nations League 2020–21   |
| 20. | 15 tháng 11 năm 2020 | Johan Cruyff Arena, Amsterdam, Hà Lan         | Bosna và Hercegovina | 2–0       | 3–1     | UEFA Nations League 2020–21   |
| 21. | 18 tháng 11 năm 2020 | Sân vận động Śląski, Chorzów, Ba Lan          | Ba Lan               | 2–1       | 2–1     | UEFA Nations League 2020–21   |
| 22. | 30 tháng 3 năm 2021  | Sân vận động Victoria, Gibraltar              | Gibraltar            | 4–0       | 7–0     | Vòng loại FIFA World Cup 2022 |
| 23. | 13 tháng 6 năm 2021  | Johan Cruyff Arena, Amsterdam, Hà Lan         | Ukraina              | 1–0       | 3–2     | UEFA Euro 2020                |
| 24. | 22 tháng 6 năm 2021  | Johan Cruyff Arena, Amsterdam, Hà Lan         | Bắc Macedonia        | 1–0       | 3–0     | UEFA Euro 2020                |
| 25. | 22 tháng 6 năm 2021  | Johan Cruyff Arena, Amsterdam, Hà Lan         | Bắc Macedonia        | 3–0       | 3–0     | UEFA Euro 2020                |
| 26. | 4 tháng 9 năm 2021   | Sân vận động Philips, Eindhoven, Hà Lan       | Montenegro           | 3–0       | 4–0     | Vòng loại FIFA World Cup 2022 |
| 27. | 18 tháng 6 năm 2023  | De Grolsch Veste, Enschede, Hà Lan            | Ý                    | 2–3       | 2–3     | UEFA Nations League 2022–23   |
| 28. | 22 tháng 3 năm 2024  | Johan Cruyff Arena, Amsterdam, Hà Lan         | Scotland             | 2–0       | 4–0     | Giao hữu                      |

## Danh hiệu

### Câu lạc bộ

#### Feyenoord
- KNVB Cup: 2007–08

#### PSV Eindhoven
- KNVB Cup: 2011–12[4]
- Eredivisie: 2014–15

#### Liverpool
- Premier League: 2019–20
- UEFA Champions League: 2018–19
- UEFA Super Cup: 2019
- FIFA Club World Cup: 2019

### Quốc tế
- FIFA World Cup hạng ba: 2014[5]
- UEFA Nations League á quân: 2018–19

### Cá nhân
- Cầu thủ tài năng Rotterdam của năm: 2007[6]
- Cầu thủ Hà Lan của năm: 2014–15